# Dimityr Mantow
Dimityr Mantow (bułg. Димитър Мантов, ur. 13 października 1930 w miejscowości Bosiłkowci, zm. 2008) – bułgarski pisarz i dziennikarz. Głównym przedmiotem jego zainteresowania są dzieje Bułgarii i narodu bułgarskiego od średniowiecza do I wojny światowej, które opracowuje w formie literackiej, wykorzystując bogaty materiał faktograficzny z autentycznych kronik, zapisków i wiernie odtwarzając miniony świat zwycięstw, klęsk oraz życia codziennego dawnych Bułgarów.
Mantow jest także autorem scenariuszy filmów dokumentalnych o tematyce historycznej, napisał także scenariusz historycznego filmu fabularnego pt. Kałojan.
W przekładzie na język polski ukazała się powieść Mantowa pt. Chan Krum, tłum. K. Migdalska, Katowice 1982.